# Altiplà de Khorat

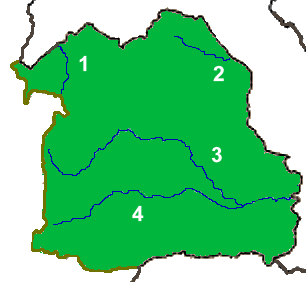
Rius de l'altiplà de Khorat:
1. Riu Loei
2. Riu Songkhram
3. Riu Chi
4. Riu Mun

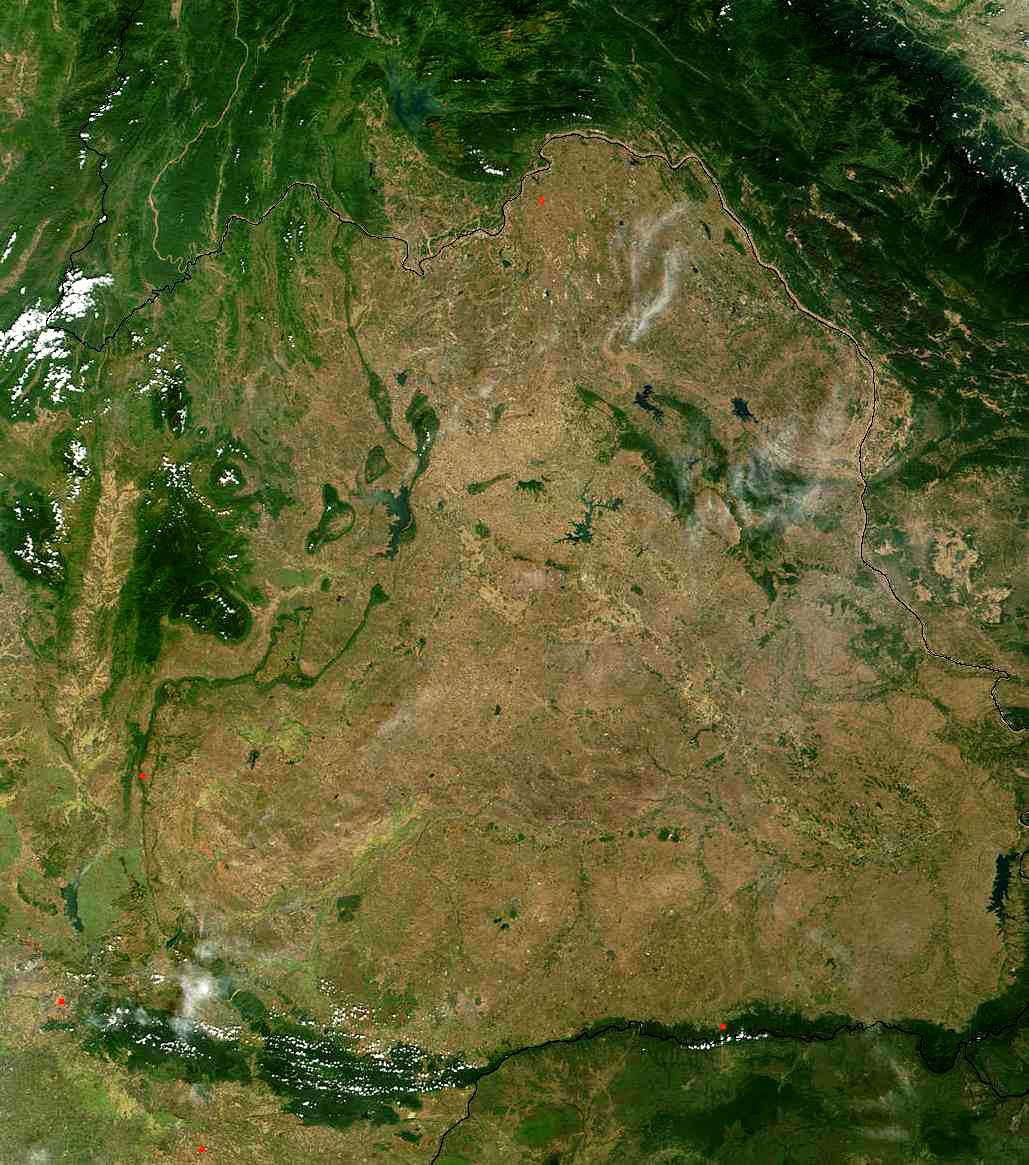
Vista de satèl·lit de l'altiplà de Khorat: les fronteres amb Laos i Cambodja són ben visibles a causa de la desforestació gairebé total de l'Isaan

L'altiplà de Khorat o altiplà de Korat, és un altiplà que es troba a l'Isaan, al nord-est de Tailàndia. El seu nom prové de la ciutat més gran de la zona, Nakhon Ratchasima, que es coneix popularment com a Khorat de forma abreviada.

## Descripció
L'altiplà de Khorat té una superfície de 155.000 km² amb altitud d'entre 90 a 200 m sobre el nivell del mar. Ocupa pràcticament tot l'Isaan. S'estén d'est a oest entre el riu Mekong i les muntanyes de Phetchabun i les Muntanyes de Dong Phaya Yen a l'oest. Al sud limita amb les Muntanyes de Sankamphaeng al sud-oest i amb les muntanyes de Dangrek que el separen de la plana de Cambodja. L'altitud mitjana d'aquest altiplà és d'uns 200 m.
L'altiplà està dividit en dos planes separades per les elevacions de Phu-Phan: La plana de Khorat al sud amb les conques dels rius Chi i Mun, i la plana de Sakon Nakhon al nord, amb les conques dels rius Loei i Songkhram.

## Condicions climàtiques
Les muntanyes que delimiten l'altiplà de Khorat retenen gran part de les pluges del monsó, l'estació de les pluges que va de maig a octubre. Aquesta retenció fa que la diferència entre l'estació seca i l'estació humida sigui molt més marcada que a la Tailàndia Central.
A les zones del centre de Tailàndia l'índex mitjà de precipitació anual és de 1.500 mm, mentre que a l'altiplà de Khorat és de 1.150 mm. Com a conseqüència, gran part de l'Isaan és una zona semiàrida i relativament poc fèrtil per al conreu de l'arròs, aliment bàsic dels seus habitants.

## Ecologia
La vegetació natural de l'altiplà de Khorat són boscos esclarissats i secs. Aquests però ocupen una extensió molt reduïda a causa de l'excessiva desforestació causada per l'activitat humana.
Malgrat la seva relativa aridesa i les condicions difícils de vida, la zona està molt poblada. L'Isaan, cobert en gran part per l'altiplà de Khorat, és la zona econòmicament menys desenvolupada de Tailàndia i gran part de la seva gent viu en zones rurals conreant camps a nivells de subsistència. L'agricultura consisteix principalment en conreus d'arròs, es conreen en menor proporció el cotó, els cacauets i panís. Hi ha poca ramaderia llevat dels porcs i el búfal asiàtic domèstic (Bubalus bubalis), en explotacions domèstiques. Els sòls són majoritàriament impermeables i s'inunden durant l'estació de les pluges.
La construcció d'embassaments ha permès la irrigació dels camps, però en alguns llocs la combinació de desforestació i irrigació ha elevat la salinitat del terreny. Les cases abans eren de fusta, però ara es comencen a construir amb blocs de ciment a causa de la manca d'arbres.